# Президентские выборы в Грузии (2018)
Президентские выборы в Грузии состоялись 28 октября 2018 года. Это восьмые президентские выборы после объявления независимости Грузии в 1991 году. Во втором туре победила самовыдвиженец Саломе Зурабишвили. 
Президент Грузии был избран на 5-летний срок. 
Согласно Конституции, принятой в 2017 году, эти выборы стали последними прямыми президентскими выборами; в последующих выборах голосовать будут 300 членов Коллегии выборщиков, состоящей наполовину из депутатов парламента и столько же из делегатов регионов.

## Предвыборная кампания
Перед выборами 10 оппозиционных партий решили объединиться и выдвинуть единого кандидата. 15 июля 2018 года оппозиция образовала коалицию «Сила в единстве» (самой влиятельной в Грузии из объединившихся партий являлась «Единое национальное движение» (ЕНД), созданная Михаилом Саакашвили). 
19 июля кандидатом от альянса был объявлен Григол Вашадзе.
Правящая партия «Грузинская мечта» не объявила своего кандидата на предстоящие выборы. Такой позиции придерживался председатель партии Бидзина Иванишвили, который специально перед выборами вернулся в политику из-за политического кризиса в стране. Иванишвили считал, что для демократического развития страны будет лучше если «Грузинская мечта», которая и так имеет большинство мандатов в парламенте, откажется от борьбы за пост президента в пользу оппозиционных сил.
Предыдущий президент, Георгий Маргвелашвили, имел право баллотироваться на второй срок, однако заявил, что делать этого не собирается.

## Опросы
| Источник                                                             | Даты опроса       |                         |                         | Затрудняются |
| Источник                                                             | Даты опроса       | Вашадзе ЕНД             | Зурабишвили Независимая | Затрудняются |
| -------------------------------------------------------------------- | ----------------- | ----------------------- | ----------------------- | ------------ |
| Источник                                                             | Даты опроса       | 28 октября (Первый тур) |                         | Затрудняются |
| Edison Research Архивная копия от 31 октября 2018 на Wayback Machine | 15.10.18-24.10.18 | 44 %                    | 29 %                    | 27 %         |
| BCG Архивная копия от 6 ноября 2018 на Wayback Machine               | 20.10.18-24.10.18 | 39 %                    | 27 %                    | -            |
| BCG Архивная копия от 31 октября 2018 на Wayback Machine             | 15.09.18-22.09.18 | 40 %                    | 19 %                    | 40 %         |
| Edison Research Архивная копия от 11 ноября 2018 на Wayback Machine  | 14.09.18-23.09.18 | 50 %                    | 24 %                    | 26 %         |

## Результаты
Первый тур президентских выборов состоялся 28 октября 2018 года, по результатам которых появилась необходимость во втором туре. Во второй тур вышли самовыдвиженец Саломе Зурабишвили (бывший французский дипломат, которую поддержала правящая партия «Грузинская мечта») и Григол Вашадзе (кандидат «Единого национального движения»).
Второй тур состоялся 28 ноября 2018 года. Во втором туре одержала победу Саломе Зурабишвили, набрав 59,52 % голосов.
| Кандидат                    | Кандидат                    | Субъект выдвижения                           | Первый тур | Первый тур | Второй тур | Второй тур |
| Кандидат                    | Кандидат                    | Субъект выдвижения                           | Голосов    | %          | Голосов    | %          |
| --------------------------- | --------------------------- | -------------------------------------------- | ---------- | ---------- | ---------- | ---------- |
|                             | Саломе Зурабишвили          | Грузинская мечта                             | 615 572    | 38,64      | 1 147 701  | 59,52      |
|                             | Григол Вашадзе              | Сила в единстве                              | 601 224    | 37,74      | 780 680    | 40,48      |
|                             | Давид Бакрадзе              | Европейская Грузия                           | 174 849    | 10,97      |            |            |
|                             | Шалва Нателашвили           | Лейбористская партия Грузии                  | 59 651     | 3,74       |            |            |
|                             | Давид Усупашвили            | Движение развития                            | 36,037     | 2,26       |            |            |
|                             | Зураб Джапаридзе            | Гирчи                                        | 36 034     | 2,26       |            |            |
|                             | Каха Кукава                 | Свободная Грузия                             | 21 186     | 1,33       |            |            |
|                             | Гиорги Андриадзе            | Независимый кандидат                         | 13 133     | 0,82       |            |            |
|                             | Теймураз Шашиашвили         | Независимый кандидат                         | 9481       | 0,60       |            |            |
|                             | Тамари Цхорагаули           | Свобода — путь Звиада Гамсахурдиа            | 4004       | 0,25       |            |            |
|                             | Бесарион Тедиашвили         | Независимый кандидат                         | 3713       | 0,23       |            |            |
|                             | Михеил Селуашаили           | Союз восстановления справедливости           | 2970       | 0,19       |            |            |
|                             | Леван Чхлеидзе              | Новые христианские демократы                 | 2895       | 0,18       |            |            |
|                             | Акаки Асатиани              | Союз традиционалистов Грузии                 | 1994       | 0,13       |            |            |
|                             | Вахтанг Габуния             | Христианско-демократическое движение         | 1958       | 0,12       |            |            |
|                             | Гела Хутишвили              | Политическое движение ветеранов и патриотов  | 1623       | 0,10       |            |            |
|                             | Кахабер Чичинадзе           | Независимый кандидат                         | 1418       | 0,09       |            |            |
|                             | Милеил Антадзе              | Государство для народа                       | 1074       | 0,07       |            |            |
|                             | Гиорги Лилуашвили           | Грузинская партия                            | 892        | 0,07       |            |            |
|                             | Звиад Мехатишвили           | Грузинская христианско-консервативная партия | 713        | 0,04       |            |            |
|                             | Отар Меунаргия              | Промышленность спасёт Грузию                 | 664        | 0,04       |            |            |
|                             | Владимир Ноникашвили        | Независимый кандидат                         | 633        | 0,04       |            |            |
|                             | Ираклий Горгадзе            | Движение за свободную Грузию                 | 531        | 0,03       |            |            |
|                             | Звиад Багдавадзе            | Платформа граждан — Новая Грузия             | 477        | 0,03       |            |            |
|                             | Звиад Иашвили               | Национально-демократическая партия           | 444        | 0,03       |            |            |
| Действительных бюллетеней   | Действительных бюллетеней   | Действительных бюллетеней                    | 1 593 170  | 96,73      | 1 928 381  | 96,99      |
| Недействительных бюллетеней | Недействительных бюллетеней | Недействительных бюллетеней                  | 53 847     | 3,27       | 59 778     | 3,01       |
| Всего бюллетеней            | Всего бюллетеней            | Всего бюллетеней                             | 1 647 017  | 100,00     | 1 988 159  | 100,00     |
| Явка избирателей            | Явка избирателей            | Явка избирателей                             | 3 518 877  | 46,81      | 3 528 658  | 56,34      |
| Источник:CEC, CEC           |                             |                                              |            |            |            |            |

На фоне поражения Вашадзе М. Саакашвили и его представители в Грузии, в движении «Сила в Единстве», призвали своих сторонников выйти на акцию протеста к зданию парламента (они заявили, что выборы были сфальсифицированы, и они не признают легитимность новоизбранного президента), однако сам кандидат от «Единого национального движения» этот призыв не поддержал. На акции протеста в воскресенье 2 декабря, пришли, по различным оценкам, около 5 тыс. человек или чуть больше. Саакашвили по Скайпу обратился к собравшимся, призвал к бескомпромиссной борьбе с режимом до его падения и пообещал прибыть в Грузию «по первому же зову народа».
что в то время МВД Грузии в ходе спецоперации задержал шестерых граждан Украины и гражданина Грузии Луку Чхетия, который известен также близостью к экс-президенту Саакашвили, среди задержанных якобы был экс-глава вооруженного формирования «Донбасс» С. Семенченко (сам он это отрицает); в ходе обыска в их гостиничных номерах были изъяты огнестрельное оружие, взрывчатые вещества и боеприпасы.
В воскресенье, 16 декабря, Саломе Зурабишвили официально вступила в должность президента Грузии.
В восточной Грузии несколько сот сторонников оппозиции, которые настроены радикально, продолжают нападать на полицейских, которые охраняют порядок в Телави; в результате противостояния со сторонниками Саакашвили восемь сотрудников полиции получили повреждения и травмы различной степени тяжести. Тем временем на проспекте Руставели в Тбилиси разбивается палаточный городок оппозиции, которая требует досрочных выборов в парламент.